# ترس نغوني
الترس نغوني هو ترس بيضاوي تقليدي مُدبب الشكل، يُستخدم من قبل مجموعات عرقية مُختلفة بين قبائل نغوني في جنوب أفريقيا. يستخدم حالياً من قبل العرافين أو لأغراض الاحتفالية والرمزية،  وينتج الكثير منه للسوق السياحية. ومن المعروف أن الترس يطلق عليه أسماء عديدة بإختلاف القبائل مثل: (إيزيلنغو isihlangu و ihawu و ingubha) لدى قبائل الزولو. كما أن هناك أنواع إضافية معروفة بأسماء أخرى. كان ترس الحرب يُحفظ تقليديًا من قِبل رئيس أو ملك، بينما كان الترس الأصغر محجوزًا للاستخدام الشخصي للمرؤوسيه، أو في احتفالات الرقص الخاصة بهم. صُنعت تروس نغوني الحقيقية من جلود الماشية،  حيث تميزت أبقار سانغا - نغوني المحترمة بالتروس، التي تعد أكثر من مجرد سلع للحماية المادية.

## أصناف
بين قبائل زولو، هناك أنواع مُختلفة مسماة من هذه الدروع، لكل منها استخدام محدد. يصل درع الحرب الكبير حوالي 5 قدم (1.5 م) في الطول، ويعُرف باسم إيزيلنغو isihlangu ،  ويعني «التنحي جانبا». :29–30 لقد كان درع الملك شاكا المُفضل، وكان ينوي أن يستخدمه المحاربون بطريقة هجومية عن طريق ربط درع الخصم بعيدًا أثناء القتال. :29–30 كان أومبولوزو umbumbuluzo أيضًا درعًا للحرب، ولكن على بعد 3.5 قدم (1.1 م) فقط في الطول، وأكثر قوة من إيزيلنغو. وقد يحمل بسهولة في يد واحدة،  استخدم في عام 1856 أثناء حملة سيتشوايو كامباندي ضد قبائل مبولازي. إهوبلو ihubelo هو درع كبير يستخدم للصيد، أصغر من إيزيلنغو، ولكنه أكبر من إيهاو ihawu. إيهاو هو درع صغير إلى متوسط الحجم يستخدم في الرقصات. :318 إجكوكا igqoka هو درع صغير وأنيق للمغازلة، و igabelomunye هو أصغر درع مُزخرف،  يمكن استخدامه كملحق للرقص. :29

## الأستخدام التقليدي
تم حمل درع في اليد اليسرى،  باعتباره القطعة الوحيدة من الدروع الدفاعية التي استخدمتها نغوني. تم استخدامه من الصبا، عن طريق القتال بالعصا. وكانت وظيفته الأساسية هي صرف الرماح، والسوس أو السهام، ولكنه كانت تُحمل أيضًا أثناء صيد الأسد أو صيد الفهد. صدم محاربون الملك شاكا خصومهم بالدرع لإخراجهم من التوازن، أو استخدموه بدلاً من ذلك لربط درع الخصم بعيدًا، لتمكين طعنة مع أسيغاي. :32
الدروع يمكن أن تستخدم أيضا لإرباك العدو، استخدم جيش الزولو دروع أعدائهم لإخفاء أنفسهم، والتسبب في حيرة بين صفوف العدو. :124–125 كذلك قام العدو المهزوم في بعض الأحيان بحمل دروع الزولو لإخفاء هويتهم حتى يتمكنوا من الفرار. نصح الملك دينجان بونغوزا محاربيه بالاختباء خلف الدروع وتقليد الماشية التي ترعى،  وبهذه الطريقة استدرجوا الكوماندوز بويرفي الوديان وإلى مسافة قريبة.
تم استخدامه كحماية ضد الطقس، أو كملاجئ إقامة مؤقتة عندما تخيم جيوش خوسو أو فنغو. عندما كان الملك جالسًا في العراء، كان مرؤوسوه يحملون درعًا واحدًا أو عدة دروع فوقه لتظليله من الشمس. كانت تستخدم أيضا خلال روتين الرقص، في حفلات الزفاف أو كشاشة في موكب الزفاف. أثناء التشاور مع العرافة تعرضوا للضرب مثل الطبول.
تراجع استخدامه عندما تم إدخال الأسلحة النارية إلى الأعمال العدائية. عندما تم إبادة الأسود والنمور بالأسلحة النارية، فقدت أيضًا فائدتها في الصيد. وبحلول عام 1835 ، قيل إن الخوسا تجاهلها في صراعاته مع الأوروبيين. لكن بينز (1851 ، 1852) وويتز (1873) لاحظوا استخدامها بين قبائل مبوندو بعد سنوات عديدة. وبحلول سبعينيات القرن التاسع عشر، كان الزولو يصدرون كميات كبيرة من جلد البقر للحصول على الأسلحة النارية، وهذا أيضًا أدى إلى انخفاض العرض. :30

## الدور والأنتشار في الحياة القبلية

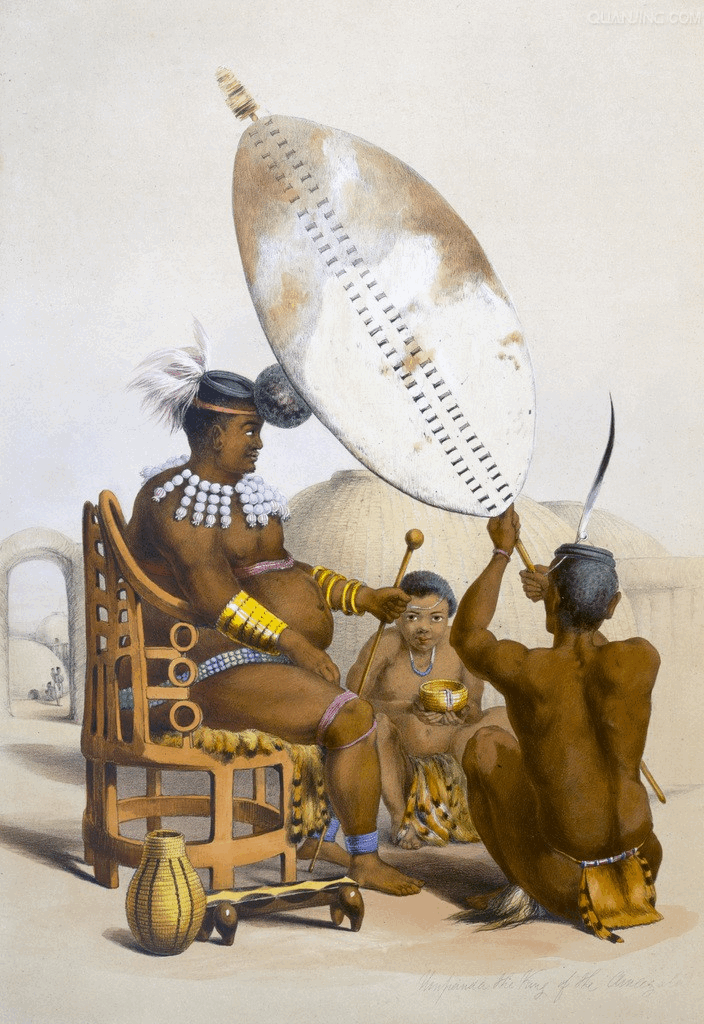
يشير الدرع إلى السلطة والقانون والعدالة. كان الدرع المظلل برأس الملك المستريح بمثابة استعارة للحماية التي منحها هو ودرعه لمملكته. يمكن للملك أن يحظى باهتمام فوري ، أو أن يبدأ الهجوم أو يرفعه بمجرد رفع درعه.

دروع الحرب، على عكس assegais ،  :32 كان يتم تخزينها عادة بواسطة ملك أو رئيس، لتوزيعها في أوقات الحاجة. :113 إلى جانب دوره الدفاعي، كان الدرع معيارًا أو شعارًا للقبيلة. وبالتالي، فرض الملك شاكا عقابًا خطيرًا على المحاربين الذين فقدوه. كان واجب المحارب إعادة درعه إلى الملك على سبيل الشرف والوطنية - لتركهم في أيدي العدو أو على أرض أجنبية جلبت لهم شهرة سيئة.
تم اختيار ألوان الدروع على وجه التحديد من قبل ملك الزولو، وتم اختيار قطيع الماشية الوطني وتربيته مع وضع تفضيلات الإخفاء هذه في الاعتبار. :105 فضل الملك شاكا الاختباء بالماشية في بلد جوب بالقرب من مزينياتي في منطقة نكندلا . :112 تم تقسيم قطيع الملك مباندي الكبير وفقًا لنمط الألوان، وأبقى الملك سيتشويو قطيعًا كبيرًا من الثيران بالقرب من غابة أنغوي، أو ما يطلق عليه inyonikayipumuli أو «الطائر الذي لا يستريح أبدًا». تمت مصادرة هذا القطيع القيم وتفريقه عندما تم عزل سيتشوايو كامباندي. :112
يرى الاعتقاد القبلي أن صفات وخصائص إنكومو الثمينة والموقرة ستنتقل بشكل طبيعي إلى الدرع. :113 وشملت الصفات أن يكون خارق للطبيعة. لم يكن الوقوع في أيدي العدو بمثابة درع تم علاجه باستخدام دواء السحر أو دواء شجرة، لأن العدو بدوره سيحميه . كان الدرع الذي يحمل علامة الرمح الذي قتل الماشية أكثر مطمعاً لأنه كان يعتقد أنه الأقوى. :82–83 لعب الدرع أيضًا دورًا في حفل تطهير الملك بعد المعركة. طهرته من الطقوس المحتملة من خلال الاتصال مع العدو، وعززته. :113
كان بالإضافة إلى ذلك كائن رمزي. عندما توفي رجل ذو أهمية، أنزل رفاقه دروعهم في عرض للتوقير والإشادة. كما تصرفت كما أنها كانت بمثابة شارة العمر والحالة المخضرمة. كان يحق لأفواج الرجال المتزوجين،  حوالي 18 عامًا  في عهد سيتشوايو، ارتداء حلق للرأس وحمل دروعًا بيضاء مصنوعة من جلود قطيع الطائر البلا راحة. حمل قدامى المحاربين دروعًا بيضاء تمامًا من قبل الملك مباندي الملكي في تولوانا، كما اقترح الأبيض والرمادي رمز الحكمة. اللون الأسود يوحي بالشباب والقوة. :30 حمل المحاربون من أفواج غير المتزوجين، خلال عهد سيتشوايو، دروع سوداء أو منقوشة. :113–114 واقترح اللون الأسود الشباب والقوة. :30 كانت الدروع ذات الأنماط المحددة معروفة بأسماء مثل الجنون ، والميتزيزي والكنيوني ، وتم تمييز الأفواج بهذه الطريقة. ساعدت الألوان أيضا في معرفة من كان في القيادة أثناء الخلط بين القتال.
كان الشبان يحملون إجكوكا igqoka الزخرفية الصغيرة عند المغازلة، لتعزيز كرامتهم والرجولة. :114 في الطقوس المتعلقة باحتفالات نومخوبولوانا ، تولت الفتيات الصغيرات اللائي يقمن بعكس الأدوار مهمة إخوانهن كراعيات. كانوا يحملون لفترة وجيزة العصي والدروع، قطيع الماشية وتولي السلطة التي ينطوي عليها الدرع. :114

## التشكيل
صُنع الدروع على يد حرفيين كانوا ملمين بالألوان المُخصصة للأفواج. ربما كان إنتاجهم من قبل المتخصصين هو اتجاه لاحق، حيث أشار ألبيرتي (1810) إلى أن كل رجل من خوزا ممن هم في سن الخدمة العسكرية يجب أن يصنعه بنفسه، ليتم تسليمه إلى رئيس الشرطة لحفظه في كوخ خاص. في بعض الأحيان كان يتم معالجة الجلد ودفنه لبضعة أيام. :30 وإلا فقد يتم تعليقه في الشمس ليجف. ثم تم استخدام حجر مستدير لدقه في شكل أجوف، مما أدى إلى تقويته أيضًا قبل أن يتم قصه لتشكيله. يتطلب درع الحرب معظم دروع الثور، ويمكن صنع دروع للزينة أو غيرها من سلع جلود الخام من الذبائح. :124–125
صف مزدوج من العلامات المتناقضة أسفل مركز الدرع، والمعروف باسم imigabelo (المفرد: umgabelo) ، هي طريقة زخرفية وطريقة ملائمة لربط المقبض. تم تصميمها بتمرير شرائط للاختباء ذات ألوان متناقضة من خلال صف مزدوج من الشقوق، يتم قطعها بينما لا يزال الاختباء رطبًا ولطيفًا. تقوم حلقات ثونغ بربط الأشرطة ومقبض الدرع بعصا شجاع قابل للإزالة قوي البنية، يعرف باسم mgobo ، والذي يمتد أسفل منتصف الدرع. إنه طويل بما يكفي لإسقاطه من كلا الطرفين، ويقوي الدرع ويمنعه من الانحناء، كما أنه يساعد المحارب أو الراقص على تأرجحه بسرعة. يمكن أن يرتكز الدرع على الإسقاط السفلي للعصا عندما يكون المحارب متعبًا. كما يمكن شحذ الإسقاط السفلي للطعن على أرجل المقاتل العدو. :29–30 يجب أن يكون الدرع طويلاً بدرجة كافية بحيث يمكن للمحارب إلقاء نظرة على قمته.يصل الجزء العلوي من العصا إلى تاج رأس المحارب، وهي مزينة بشرائط من الجلد الفروي وتلتف حولها. استخدمت قبيلة مبوندو ريش النعام الأسود بدلاً.

## المعرض

يظهر درع نجوني بشكل بارز على علم سوازيلاند
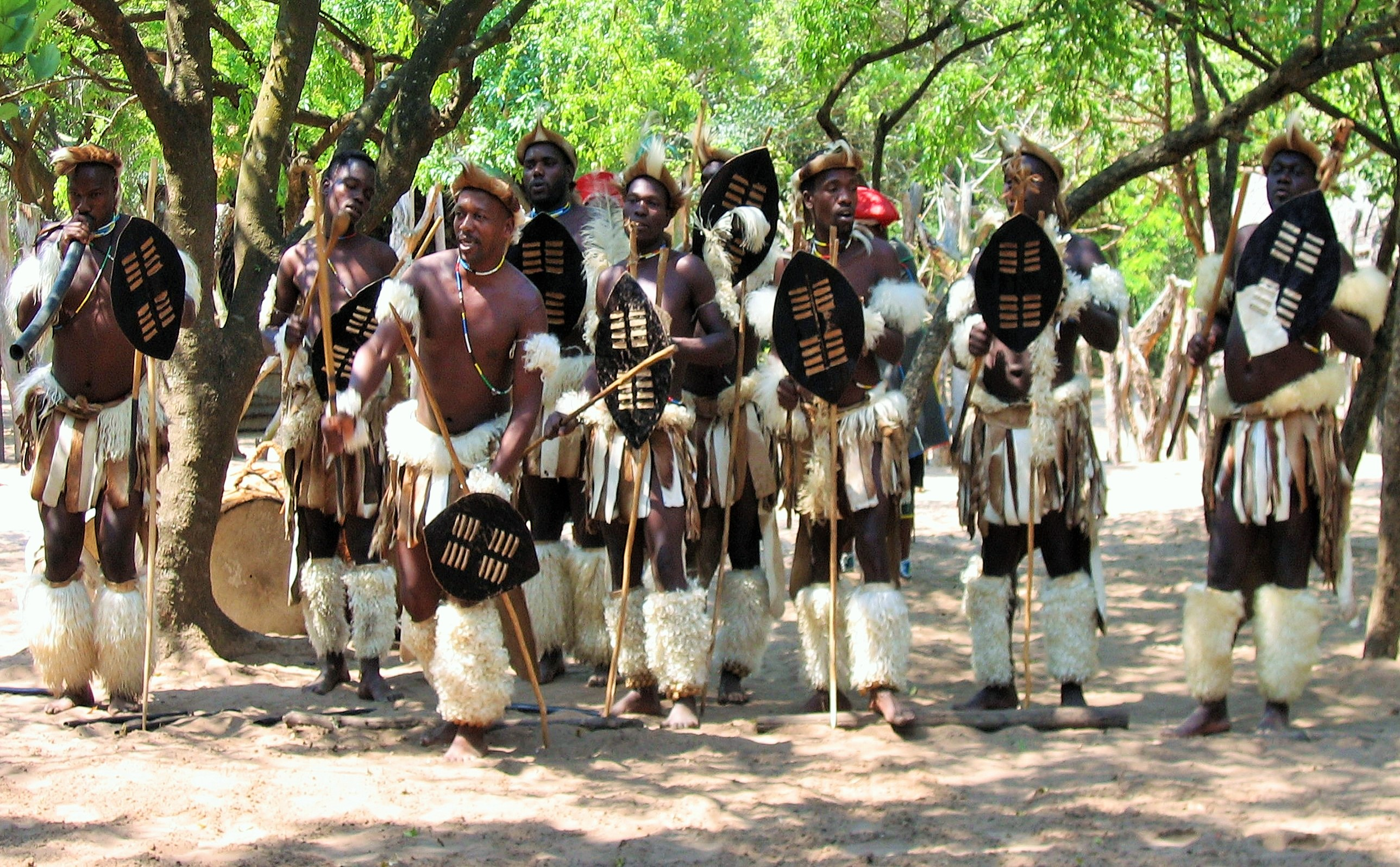
راقصات سوازي مع أماهاو (المفرد: ihawu ) ، أو الدروع الشخصية [6] :30
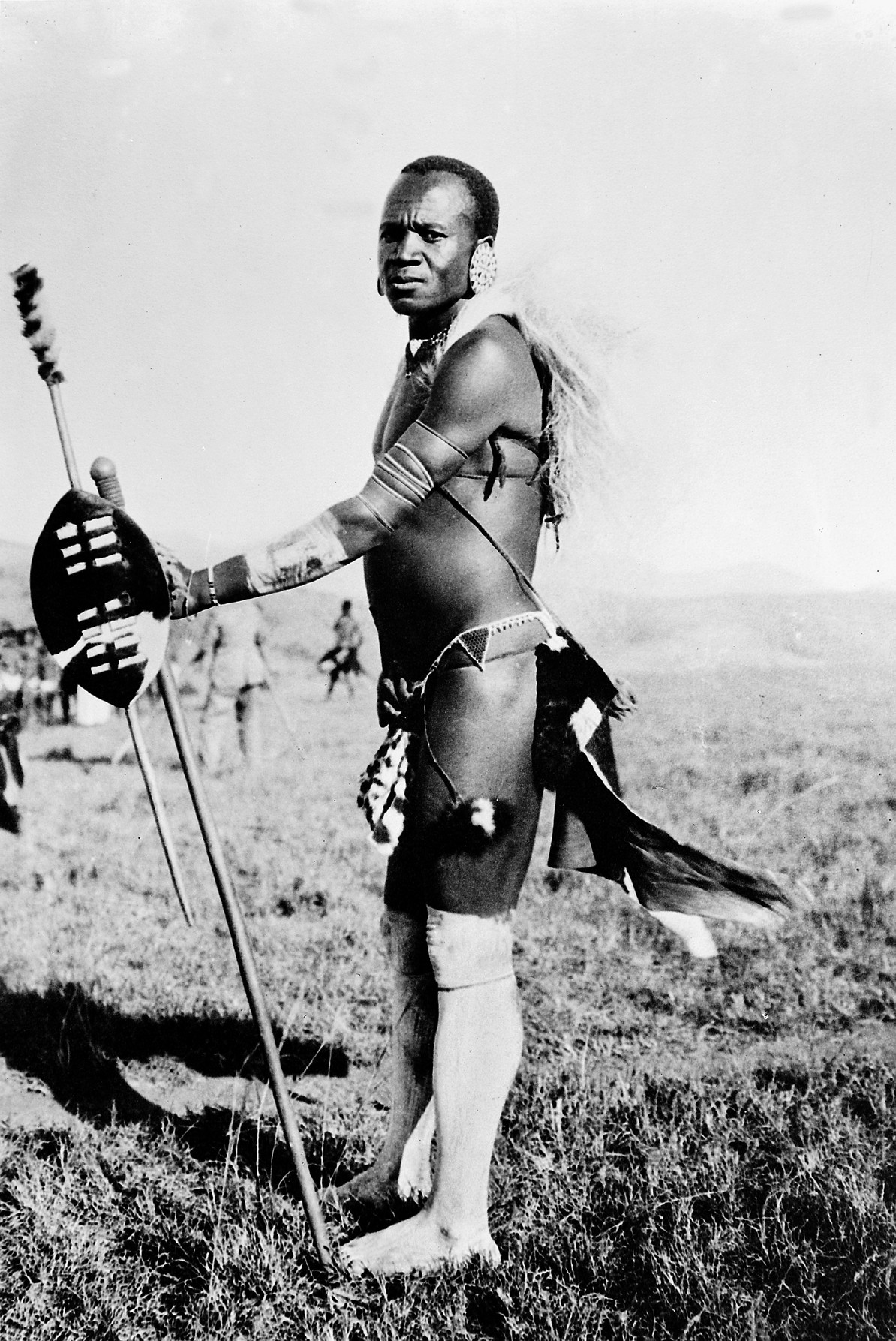
رجل الزولو مع الإغوكا ، وتستخدم أثناء مغازلة